# Seirocastnia volupia
Seirocastnia volupia là một loài bướm đêm trong họ Noctuidae.